# Sinfonía de Antígona
La Sinfonía de Antígona (Sinfonia Antigone) è la Sinfonia n. 1 di Carlos Chávez, composta nel 1933. La musica è nata come musica di teatro per accompagnare la tragedia di Antigone, da cui il titolo della sinfonia. Il materiale è stato rielaborato in un unico movimento e riarrangiato per una grande orchestra. La durata di un'esecuzione standard è di circa 11 minuti.

## Storia
La Sinfonía de Antígona trae origine dalle musiche di scena di Chávez composte per l'esecuzione di un adattamento di Jean Cocteau della tragedia Antigone di Sofocle, proposta dal gruppo Teatro Orientación al Palacio de Bellas Artes di Città del Messico nel 1932. Chávez riadattò alcuni dei materiali musicali e orchestrò il risultato come col nome di Prima Sinfonia. Fu presentata in anteprima a Città del Messico sotto la direzione del compositore, il 15 dicembre 1933. Con due movimenti della musica di scena originale, per un'orchestra da camera di sette elementi, alla fine fu pubblicata nella tenuta del compositore come Antígona, Apuntes para la sinfonia (Antigone, schizzi per la Sinfonia).

## Strumentazione
La sinfonia è orchestrata per ottavino, flauto, flauto contralto, oboe, corno inglese, heckelfono, clarinetto in mi bemolle, due clarinetti, clarinetto basso, tre fagotti, otto corni, tre trombe, basso tuba, timpani, percussioni (tre suonatori), due arpe e archi.

## Analisi
Chávez si avvale di un linguaggio modale consapevolmente preso in prestito dal sistema musicale greco antico, in particolare greco dorico e ipodòrico, compreso il genere cromatico dorico. L'uso ossessivo per tutta la sinfonia dei due semitoni consecutivi di questo genere crea un'atmosfera rituale. I ritmi a volte impiegano il tempo di 5/8, preso dall'antico metro peonio o cretico greco (Garcia Morillo 1960, 76). Il linguaggio armonico impiegato da Chávez in questa sinfonia evita sistematicamente le triadi convenzionali, sostituendole con armonie di quarte generate dalla sovrapposizione di quarti.
Anche se non ci sono riferimenti programmatici, il carattere tetro e severo della musica riflette il dramma per cui è stato originariamente creato. L'orchestrazione sparsa contribuisce alla stranezza remota della musica attraverso insoliti all'unisono e raddoppi di ottava, come ottavino, clarinetto e tromba; ottavino, heckelphone e oboe, clarinetto e heckelphone.

## Discografia
- Carlos Chávez: Sinfonía de Antígona, Sinfonía India; Dietrich Buxtehude (orch. Chávez): Chaconne in E minor. Orquesta Sinfónica de México; Carlos Chávez cond. 78-rpm set, 4 discs (monaural). Victor Musical Masterpiece Series. Victor Red Seal M 503 (manual sequence) and DM 503 (automatic sequence). Camden, NJ: Victor, 1938.
- Carlos Chávez: Sinfonía India, Sinfonía de Antígona, Sinfonía romántica. Stadium Symphony Orchestra, Carlos Chávez, cond. LP recording. Everest LPBR 6029 (monaural), SDBR 3029 (stereo). [Los Angeles]: Everest Records, 1959. Reissued on CD (with the orchestra named as New York Studium Symphony Orchestra), Philips Legendary Classics 422 305-2. [West Germany]: Philips Classics Ptoductions, 1989. Reissued on CD, Everest EVC-9041. New York: Everest Records, 1996. ["Stadium Symphony Orchestra" is the name taken by the New York Philharmonic Orchestra for its summer performances in the Lewisohn Stadium.]
- The Six Symphonies of Carlos Chávez. Orquesta Sinfónica Nacional de México; Carlos Chávez, cond. 3-LP set (stereo). CBS Masterworks 32 31 0002 (32 11 0020, 32 11 0022, 32 11 0024). New York: CBS, 1967.
- The Six Symphonies of Carlos Chávez. London Symphony Orchestra; Eduardo Mata, cond. 3-LP set (stereo). Vox Cum Laude 3D-VCL 9032. New York: Moss Music Group, 1983. Reissued on 2-CD set as Carlos Chávez: The Complete Symphonies. VoxBox2 CDX 5061. Hauppauge, NY: Moss Music Group, 1992. Partial reissue on CD: Carlos Chávez: Symphonies Nos. 1, 2 & 3. Vox Cum Laude MCD 10002. New York: Moss Music Group, 1983. This CD lso reissued as Vox Unique VU 9020. Hackensack, NJ: Vox Unique, 1990.
- Chávez: Sinfonía de Antígona, Symphony No. 4 Sinfonía romántica; Revueltas: Caminos, Música para charlar, Ventanas. Royal Philharmonic Orchestra (Chávez); Orquesta Filarmónica de la Ciudad de México (Revueltas); Enrique Bátiz, cond. CD recording (stereo). ASV Digital CD DCA 653. London: Academy Sound and Vision Ltd., 1989.
- Chavez: Chamber Works Vol 3. Includes Antígona, apuntes para la Sinfonía, Southwest Chamber Music (Beth Pflueger, piccolo; Stuart Horn, oboe; Valerie DiCarlo, cor anglais; Jim Foschia, clarinet; Tony Ellis, trumpet; Amy Wilkins, harp; Lynn Vartan and Jeff Olsen, percussion); Jeff von der Schmidt, cond. CD recording (stereo). Cambria 8852. Lomita, CA: Cambria Master Recordings, 2005.